# Mathghamhaim Dall Ó Briain
Mathghamhaim Dall Ó Briain   est roi de Thomond de 1438 à  1444.

## Règne
Mathghamhaim Dall est le second fils de  Brian Sreamhach Ó Briain.
Il accède au trône en 1438 après la déposition de son aîné Tagdh na Glaoidh Mór Ó Briain. En 1444 Mathgamain Ua Brian est aveuglé et déposé par Ulick III Ruaidh Burke Mac William de Clanricarde son frère cadet, nommé, Toirdhealbhach Bóg Ó Briain gendre de Ulick Burke est alors fait roi de Thomond,

## Postérité
- Donnchadh mac Mathghamhna Daill roi de Thomond prétendant en opposition  (1459-1461)
- Murchad